# Tufão Ike
O Tufão Ike, conhecido nas Filipinas como Tufão Nitang, foi o segundo ciclone tropical mais mortal do século XX nas Filipinas. Ike originou-se de uma área de clima perturbado a sudeste de Guam em 21 de agosto de 1984, e cinco dias depois, evoluiu para uma depressão tropical. Após um aumento na organização, a depressão atingiu intensidade de tempestade tropical em 27 de agosto. Inicialmente rastreando oeste-sudoeste, a tempestade gradualmente ganhou força à medida que o cisalhamento do vento relaxava e Ike se tornou um tufão em 30 de agosto. Continuando a intensificar-se rapidamente, Ike virou para o oeste e atingiu o pico de intensidade em 1 de setembro, com a Agência Meteorológica do Japão estimando ventos de 169 km/h (105 mph). Por volta das 14h UTC naquele dia, Ike desembarcou na ponta nordeste de Mindanau. O ciclone surgiu no Mar da China Meridional em 3 de setembro como uma tempestade tropical antes de se intensificar em um tufão e se mover para a costa de Ainão. Ike então atingiu o continente chinês como uma tempestade tropical em Quancim e se dissipou em 6 de setembro.
Durante seus estágios de formação, Ike escovou Guam, embora seu tamanho compacto tenha reduzido a extensão dos danos. O tufão Ike também atingiu as Filipinas apenas quatro dias depois que a tempestade tropical June inundou a parte norte das Filipinas e também sofria da pior crise econômica do país desde a independência em 1946. Também deixou um rastro de destruição nas Filipinas que na época não tinha paralelo em sua história moderna. A maioria das mortes ocorreu na província de Surigao do Norte, onde cerca de 1.000 morreram, 330 outros ficaram feridos, e 80% das estruturas junto com 27 cidades foram arrasadas. O tufão Ike foi considerado o pior tufão a afetar a província em 20 anos. Cerca de 90% das casas na cidade de Surigao foram niveladas, deixando 90.000 indivíduos desabrigados. Em toda a Ilha Negros, mais de 4.000 habitações foram destruídas, resultando em quase 75.000 pessoas desabrigadas depois que um rio transbordou suas margens. Na província de Bojol, Ike foi o desastre natural mais mortal da história da província, com 198 fatalidades, além de 89.000 casas danificadas ou destruídas. No total, 1.426 pessoas foram mortas como resultado do tufão no arquipélago. Na época, Ike foi o tufão mais mortal a atingir o país durante o século XX, superando o recorde anterior do tufão Amy em 1951. Um total de 1.856 pessoas ficaram feridas. Além disso, 142.653 casas foram danificadas e 108.219 outros foram destruídos. Em todo o país, o dano foi estimado em US $ 230 milhões, incluindo US$ 76,5 milhões de danos nas plantações e US$ 111 milhões de danos materiais. Após a tempestade, as autoridades filipinas distribuíram inicialmente US$ 4 milhões em ajuda, mas recusou a ajuda internacional. No entanto, as autoridades reverteram sua decisão em 8 de setembro por falta de recursos locais e passou a aceitar ajuda externa. Ao todo, mais de US$ 7,5 milhões foram doados ao país para fornecer ajuda.
Ike foi o pior ciclone tropical a atingir a província de Guangxi na China desde 1954, onde 14 pessoas foram mortas. Em todo o país, cerca de 13.000 estruturas foram danificadas ou destruídas. Nacional, 46 pessoas foram mortas e 12.000 ha (29.651 hectares) de cana-de-açúcar foram destruídos. Cerca de 1.315.420 kg (2.900.000 lb) de vegetais foram perdidos. Em outros lugares, duas pessoas foram mortas e sete foram dadas como desaparecidas na Tailândia devido a inundações repentinas.

## História meteorológica
As origens do tufão Ike podem ser rastreadas até uma área de clima perturbado identificada pela primeira vez como parte das monções da região ao sudeste de Guam em 21 de agosto. Nos dias seguintes, a perturbação não se desenvolveu como resultado da inibição do cisalhamento do vento que permaneceu sobre a área. No entanto, o cisalhamento diminuiu rapidamente em 25 de agosto, permitindo que a convecção se construisse e persista sobre o centro de circulação do sistema; isso levou a Agência Meteorológica do Japão (JMA) para classificar o sistema às 06:00 UTC de 26 de agosto como uma depressão tropical. Mais tarde naquele dia, o Joint Typhoon Warning Center (JTWC) emitiu um Alerta de Formação de Ciclone Tropical para o sistema, após um rápido aumento na organização do sistema. Seguindo geralmente para o norte, continuou a melhorar na organização e tornou-se mais compacto, permitindo que o JMA e o JTWC atualizassem o sistema para a tempestade tropical Ike em 27 de agosto.
A trilha de Ike para o norte trouxe 165 km (103 mi) a sudoeste de Guam antes que a tempestade tropical parasse e virasse para o oeste-sudoeste em 28 de agosto como resultado de uma crista subtropical ao norte. Inicialmente, o cisalhamento persistente do vento limitou a intensificação, mas os dados do JTWC sugeriram que Ike atingiu brevemente o status de tufão em 29 de agosto. Até 30 de agosto, um anticiclone de nível superior foi estabelecido sobre o sistema, resultando em condições favoráveis no alto, e Ike entrou em uma segunda fase de intensificação. Ao meio-dia, tanto o JTWC quanto o JMA estimaram que Ike atingiu o status de tufão. Em 31 de agosto, a Administração de Serviços Atmosféricos, Geofísicos e Astronômicos das Filipinas (PAGASA) também monitorou a tempestade e atribuiu-lhe o nome local Nitang. Agora assumindo uma orientação mais para oeste, Ike continuou a se fortalecer rapidamente; às 12:00 UTC em 1 de setembro, o tufão atingiu seu pico de intensidade com ventos de 165 km/h (103 mph) e uma pressão barométrica de 950 mbar (hPa ; 28,05 inHg) conforme analisado pelo JMA. Enquanto isso, o JTWC estimou a intensidade máxima de 233 km/h (145 mph).
Com intensidade máxima, Ike atingiu a costa nordeste de Mindanao por volta das 14:00 UTC em 1 de setembro, levando 30 horas para rastrear toda a extensão sul das Filipinas. O ciclone surgiu no Mar da China Meridional em 3 de setembro, mas devido à interação terrestre, tanto o JTWC quanto o JMA relataram que Ike havia enfraquecido para uma tempestade tropical após seu surgimento. A tempestade seguiu para noroeste através do Mar da China Meridional nos próximos dias. Ike recuperou sua antiga classificação de tufão em 3 de setembro, de acordo com o JTWC, e em 4 de setembro, de acordo com a JMA. Várias horas depois, dados de uma aeronave Hurricane Hunter indicaram que Ike havia desenvolvido um 55 km (34 mi) olho largo. A JMA estimou que atingiu um pico secundário de intensidade em 4 de setembro com ventos de 165 km/h (103 mph) e uma pressão de 955 mbar (hPa; 28,20 inHg), apenas um pouco mais fraco do que sua força de pico, enquanto o JTWC estimou um pico secundário de 185 km/h (115 mph). A combinação do aumento do cisalhamento do vento induzido por um vale passando ao norte da tempestade e a proximidade do tufão à terra fez com que Ike enfraquecesse. A tempestade fez um desembarque em 5 de setembro em Ainão como um tufão mínimo. A tempestade continuou a enfraquecer depois de cruzar Hainão, com o JTWC e o JMA estimando que ela se mudou para o continente chinês como uma tempestade tropical enquanto estava localizada a 110 km (68 mi) sudeste de Nanning. Depois disso, Ike rapidamente enfraqueceu no interior e se dissipou em 6 de setembro.

## Preparações
Antes da primeira chegada do tufão, um alerta de tufão foi emitido pelo Manila Weather Bureau para as províncias filipinas de Surigao do Norte, Agusan, Leyte, Samar, Camiguim, Bojol, Cebu, Misamis Oriental e Negros. As autoridades locais alertaram via rádio os moradores de risco para que fugissem para terrenos mais altos devido à ameaça de uma Maré de tempestade destrutiva. Embora nenhuma evacuação obrigatória estivesse em vigor, as estações de rádio locais transmitiam apelos para evacuação a cada 30 minutos sob a direção do Manila Weather Bureau.
Quando Ike começou a virar para o noroeste em 3 de setembro, alertas de tufão foram emitidos para áreas costeiras entre Hong Kong e Beihai. Centenas de navios de carga deixaram o porto para escapar do tufão. Em Zhanjiang, as operações de sacos de areia ocorreram em um esforço para construir uma barreira contra a tempestade de Ike. Centenas de milhares de moradores evacuados de áreas costeiras. No mar, quatro companhias petrolíferas estrangeiras retiraram trabalhadores de plataformas de perfuração no Mar da China Meridional. Mais ao norte, em Hong Kong, um sinal de furacão nº 1 foi emitido em 4 de setembro e mais tarde naquele dia foi aumentado para um sinal de furacão nº 3, mas esse sinal foi descartado assim que a tempestade se dissipou no interior.

## Impacto

### Filipinas
| Classificação | Tempestade                   | Temporada | Fatalidades | Ref.          |
| ------------- | ---------------------------- | --------- | ----------- | ------------- |
| 1             | "Haiphong"                   | 1881      | 20,000      | [ 11 ]        |
| 2             | Yolanda (Haiyan)             | 2013      | 6,300       | [ 12 ]        |
| 3             | Uring (Thelma)               | 1991      | 5,101–8,000 | [ 13 ]        |
| 4             | Pablo (Bopha)                | 2012      | 1,901       | [ 13 ]        |
| 5             | "Tufão Angela de 1867Angela" | 1867      | 1,800       | [ 14 ]        |
| 6             | Winnie                       | 2004      | 1,593       | [ 14 ]        |
| 7             | "Outubro 1897"               | 1897      | 1,500       | [ 14 ] [ 15 ] |
| 8             | Nitang (Ike)                 | 1984      | 1,426       | [ 16 ]        |
| 9             | Reming (Durian)              | 2006      | 1,399       | [ 14 ] [ 13 ] |
| 10            | Frank (Fengshen)             | 2008      | 1,371       |               |

Ao desembarcar no nordeste de Mindanau em 1 de setembro,  Ike se tornou o ciclone tropical mais forte a atingir as Filipinas desde o tufão Joan da temporada de tufões no Pacífico de 1970. O tufão Ike também atingiu o país apenas quatro dias depois que a tempestade tropical June inundou a parte norte do país, que matou 53 pessoas. As ilhas também sofriam a pior crise econômica desde a independência em 1946. A energia foi cortada em grande parte do país por quatro dias.
O tufão deixou um rastro de destruição nas Filipinas que na época não tinha paralelo na história moderna das Filipinas. A maioria das mortes ocorreu na província de Surigao do Norte, onde cerca de 1.000 morreram e 27 cidades foram arrasadas. Mais da metade da população bovina, caprina e suína de Surigao del Norte foi morta. Ondas 2,400 mm (8 ft) atingiu a capital provincial da cidade de Surigao, que resultou em 85 vítimas. Cerca de 90% das casas da cidade foram demolidas, deixando 90.000 de fora dos 135.000 cidadãos desabrigados. A escassez de água doce ocorreu após a queda de energia na cidade de Surigao. A sudoeste de Mainit, várias casas foram varridas depois que o Lago Mainit transbordou, levando à morte de mais de 200 pessoas. Na vizinha Ilha Nonoc, 101 foram mortos, principalmente devido a afogamentos, e todos menos 20 casas dos 2.000 na ilha foram demolidas. Em toda a província, 330 pessoas ficaram feridas e 70% das casas, principalmente feitas de madeira, e 80% dos edifícios foram destruídos, o que resultou em 480.000 sem teto. O tufão Ike foi considerado o pior tufão a afetar a província em 20 anos. Mais ao sul, na província de Surigao del Sur, 16 pessoas morreram.
Dez barcos afundaram na costa da capital Manila, onde mais de 6.000 residências foram destruídas. No entanto, a capital foi poupada do núcleo interno do tufão. Em outros lugares, em Cebu, milhares de refugiados ficaram em prefeituras e igrejas durante a tempestade; 10 pessoas ficaram feridas por destroços e outras 12 desapareceu na ilha. Ventos fortes quebraram as linhas de energia em Cebu, resultando em uma queda de energia que impactou toda a província e interrompeu todas as transmissões de rádio na prefeitura. Fora da cidade de Cebu, 10 balsas afundaram devido às fortes ondas geradas pelo Ike. Estradas que ligam Cebu City a 44 cidades periféricas foram bloqueadas por árvores caídas e inundações severas. Em toda a província, 90.000 pessoas ficaram desabrigadas  e os danos totalizaram pelo menos US $ 6,8 milhão.
Em toda a Ilha Negros, mais de 4.000 habitações foram destruídas, deslocando cerca de 75.000 pessoas. O rio Ilog, o mais longo da ilha de Negros, rompeu suas margens e enviou uma enxurrada de lama, água e detritos para os municípios de Kabankalan e Ilog. Do outro lado da província de Negros Ocidental, 120 vidas foram perdidas, incluindo 50 em Kabankalan e 2 na comunidade vizinha de San Carlos. Em Negros Oriental, 60 outros morreram e 29 foram inicialmente dados como desaparecidos. Em toda a ilha de Mindanao, 305 pessoas foram mortas. Um total de 29 pessoas foram mortas na província de Agusan del Norte. Seis pessoas morreram na província de Misamis Oriental. Cinco outros morreram em Camiguin.
Na província de Bohol, o número de mortos chegou a 198, tornando Ike o desastre natural mais mortal da história da província. Em toda a província, 938 público escolas, aves e gado, igrejas, pontes e outros edifícios públicos foram destruídos ou danificados. Cerca de 89.000 casas foram danificadas ou destruídas, o que resultou em 58.000 pessoas desabrigadas. Em Mabini, 14 fatalidades foram relatadas enquanto Guindulman sofreu os piores efeitos na província. Ambos os rios Inabanga e Loboc incharam e inundaram suas respectivas cidades por dias, forçando os cultos a serem realizados em seus conventos devido aos grandes depósitos de lama na própria igreja. Em outras províncias da região, vinte e quatro morreram em Leyte, outras duas mortes ocorreram em Aklan, e três pessoas foram mortas em Iloilo.
Em todo o país, 1.426 pessoas foram mortas como resultado do tufão, tornando Ike o tufão mais mortal a atingir o país no século XX na época, superando o recorde anterior do tufão Amy em 1951. Essa marca seria eclipsada, no entanto, pela tempestade tropical Thelma em 1991. Um total de 1.856 pessoas ficaram feridas. Além disso, 108.219 casas foram destruídas enquanto outras 142.653 casas foram danificadas. Ao todo, os danos foram estimados em US $ 230 milhão. O dano à colheita foi colocado em US$ 76,5 milhões, com danos às plantações de coco totalizando $ 61 milhão. Danos materiais nas ilhas atingiram US$ 111 milhão.

### China

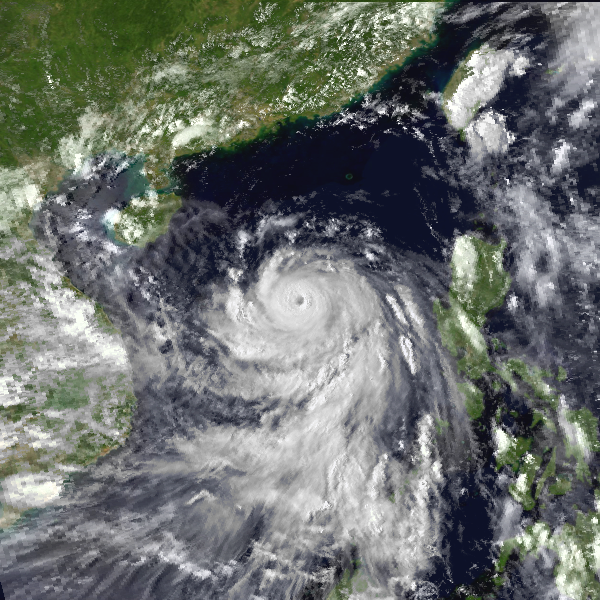
Ike em 4 de setembro em redesenvolvimento no Mar da China Meridional

Do outro lado da ilha de Hainão, ventos de 103 km/h (64 mph) foram medidos, resultando na queda de energia para toda a ilha. Na época de seu segundo landfall, Ike era um sistema tropical grande, mas enfraquecido, com ventos fortes que se estendiam por 315 km (196 mi) do centro. A tempestade trouxe 76–127 mm (3.0–5.0 in) de chuva para a maioria das áreas afetadas, com quantidades localmente maiores. Treze pescadores foram superados pela maré de tempestade de 7.6–9.1 m (25–30 ft) ao largo da costa da Ilha Weizhou. Do outro lado do Guangdong, 2.000 casas foram destruídas. No Quancim perto da tempestade atingiu a terra firme, a tempestade destruiu zonas de casas, fábricas e barcos, especialmente nas cidades costeiras de Beihai, Qinzhou e Fancheng. Na vizinha Nanning, metade da cidade ficou sem energia, um prédio desabou e 450 árvores foram arrancadas. Lá, 13 pessoas foram mortas e duas pessoas ficaram gravemente feridas. Ao redor da província, 14 pessoas foram mortas, com seis outros desaparecidos enquanto 11,999 ha (29,651 acres) de cana-de-açúcar foi destruído. Ike foi considerado o pior tufão a atingir a província desde 1954.
Em todo o país, inúmeras árvores e linhas de energia foram derrubadas pelos ventos fortes das tempestades e cerca de 13.000 estruturas foram danificadas ou destruídas. Um total de 46 pessoas foram mortas pelos remanescentes de Ike na China central. Houve também relatos de 13 pessoas desaparecidas. Estima-se que 12,000 ha (29,650 acres) de cana-de-açúcar foram destruídos e cerca de 1,300,000 kg (2,900,000 lb) de vegetais foram perdidos.
Uma pressão mínima ao nível do mar de 1,009 mbar (29.8 inHg) foi registrado no Observatório Real de Hong Kong. Uma rajada de vento de pico de 89 km/h (55 mph) foi relatado na ilha de Tai O. Um vento de pico sustentado de 54 km/h (34 mph) foi gravado em Lei Yue Mun. Tate's Cairn mediu 24.2 mm (0.95 in) de chuva, o maior total nas proximidades de Hong Kong de 4 a 6 de setembro. Na parte ocidental de Hong Kong, uma mulher foi ferida por uma prancha de madeira caída. Perto dali, um andaime e tapumes foram derrubados em um canteiro de obras. Caso contrário, nenhum dano foi relatado em Hong Kong.

### Em outro lugar
Devido à proximidade de Ike a Guam na sua formação, a ilha foi colocada sob o nível de "Condição de Prontidão"; esta foi a primeira vez que um nível de prontidão tão alto foi emitido desde o tufão Pamela em 1982. Embora Ike tenha passado um pouco perto da ilha, o tamanho compacto da tempestade durante seus estágios de formação mitigou qualquer dano. Apesar de estar perto da intensidade do tufão na época, uma estação em Nimitz Hill documentou apenas ventos de 30 km/h (19 mph), com rajadas mais altas.
As bandas de chuva externas do tufão trouxeram chuvas excepcionalmente fortes para a Tailândia. Lá, quatro pessoas foram dadas como desaparecidas e dez ficaram feridas depois que a água de uma barragem transbordante tombou sobre um ônibus. Duas pessoas morreram e três ficaram desaparecidas devido às inundações repentinas em Bangkok. Em outros lugares, as extremidades externas de Ike produziram chuvas leves e brisas leves em Okinawa, chegando a 3.8 mm (0.15 in) em Ibaruma, a maioria dos quais caiu em uma hora.

## Consequências
Imediatamente após Ike, o governo das Filipinas despachou uma aeronave C-130 transportando suprimentos de socorro para as áreas afetadas, incluindo 32.000 toneladas (35.000 toneladas) para a cidade de Suriago. A grande perda de vidas resultou em necrotérios sem caixões, levando os corpos a serem imediatamente enterrados para evitar a propagação de doenças. Imelda Marcos, esposa do presidente Ferdinando Marcos, voou para a cidade de Surigao para entregar pessoalmente suprimentos de emergência. Ferdinando Marcos alertou na televisão para que aproveitadores e saqueadores não "se aproveitem da situação". No entanto, o tufão preparou o palco para protestos contra Marcos e seu manejo da tempestade em todo o país pelo resto do mês.
O presidente reservou US$ 4 milhões para o trabalho de socorro, mas inicialmente recusou qualquer ajuda internacional. Apesar disso, a Liga das Sociedades da Cruz Vermelha e do Crescente Vermelho apelou na Suíça por US$ 800.000 em ajuda de emergência para as vítimas do tufão. A Força Aérea das Filipinas entregou 910,000 kg (2,000,000 lb) de alimentos, remédios e roupas. Segundo as autoridades, 92 equipes de saúde apoiadas por 17 unidades médicas do exército foram colocadas em campo; essas equipes distribuíram US$ 1,66 milhões em remédios. A Cruz Vermelha filipina perturbou a comida para 239.331 pessoas, ou 44.247 famílias. O prefeito da cidade de Suriago solicitou ajuda nacional porque os moradores da cidade passavam fome. Em 9 de setembro, o presidente Marcos encomendou US$ 100.000 em dinheiro para sete governadores de província e liberou US$ 555.000 com a intenção de reconstruir a cidade de Suriago. Uma força-tarefa também foi enviada por ele para acelerar o processo de recuperação.
Em 8 de setembro, o país abandonou a sua política de recusar ajuda externa, alegando falta de recursos devido à má economia do país. O Escritório das Nações Unidas para a Coordenação de Assuntos Humanitários concedeu uma doação emergencial de US$ 50.000. O UNICEF forneceu US$ 116.000 em vitaminas e remédios e mais US$ 116.950 em dinheiro, bem como 28 t (31 short tons) de leite em pó. Mais tarde, eles forneceram sementes de vegetais, peixe seco e fertilizante de jardim. A Organização Mundial da Saúde forneceu US$ 7.000 em ajuda. Além disso, o Programa das Nações Unidas para o Desenvolvimento concedeu ao país US$ 30.000 em dinheiro. A Comunidade Económica Europeia forneceu 300 t (330 short tons) de leite e $ 367.650 em dinheiro. Em meados de setembro, os Estados Unidos aprovaram US$ 1 milhões em ajuda ao arquipélago. O Japão também enviou um cheque de US$ 500.000. A Austrália concedeu quase US$ 500.000 em dinheiro e alimentos. A Nova Zelândia doou 23,000 kg (50,000 lb) de leite desnatado. A Cruz Vermelha Norueguesa forneceu US$ 58.500 em ajuda, enquanto a Comunidade Económica Europeia concedeu pouco mais de US$ 7.000 em dinheiro. A Bélgica também forneceu três kits médicos. A Cruz Vermelha Suíça concedeu pouco menos de US$ 21.000 em dinheiro. A Alemanha forneceu pouco mais de US$ 50.000 em dinheiro. A França forneceu cerca de US$ 11.000 em doações para a cruz vermelha do país. A Sociedade da Cruz Vermelha da China doou US$ 20.000 em dinheiro. A Indonésia forneceu US$ 25.000 em remédios. O Reino Unido concedeu US$ 74.441 em ajuda. No geral, a Relief Web informou que mais de US$ 7,5 milhões foram doados para as Filipinas devido à tempestade.
A partir de 11 de setembro, um transporte aéreo maciço de itens de socorro foi planejado para ajudar a região. Devido à tempestade tropical junho, 19 províncias já haviam sido colocadas em estado de emergência. Após Ike, três outras províncias foram colocadas em estado de emergência. Devido a Ike e junho, 25 das 73 províncias do país foram declaradas área de desastre. Por causa da destruição nas Filipinas, o nome Ike foi retirado e substituído por Ian. O nome Nitang, também foi aposentado, e foi substituído por Ningning.